# Хорватська конференція католицьких єпископів
Хорватська конференція католицьких єпископів (хорв. Hrvatska biskupska konferencija) — конференція єпископів Хорватії. До її складу входить 21 осіб: 16 єпископів, які очолюють 16 архідієцезій та дієцезій Хорватії (включно з Крижевецькою єпархією візантійського обряду Хорватської греко-католицької церкви), 4 єпископа-помічника і глава військового ординаріату Хорватії. Конференція була заснована в 1993 році після того, як була розпущена Югославська конференція, що існувала з 1918 року. Святий Престол визнав незалежність Хорватії 13 січня 1992 року, після цього хорватський єпископат вніс пропозицію про створення Хорватської конференції католицьких єпископів, яка була заснована указом Святого престолу 15 травня 1993 року. 
Конференцію очолює голова, який обирається єпископами на п'ятирічний термін. Хорватська конференція католицьких єпископів є повноправним членом Ради конференцій католицьких єпископів Європи, а в Раді конференцій католицьких єпископів Європейського союзу має статус спостерігача.

## Список голів
1. Франьо Кухарич (1992—1997)
2. Йосип Бозанич (1997 — 18 жовтня 2007)
3. Марин Сракич (з 2007)